# 구상덕 승총명록
구상덕 승총명록(仇相德 勝聰明錄)은 대한민국 경상남도 고성군 고성읍에 있는 조선시대의 기록물이다.
2006년 4월 6일 경상남도의 유형문화재 제443호 고성 송산리 승총명록으로 지정되었다가, 2018년 12월 20일 현재의 명칭으로 변경되었다.

## 현지 안내문
구석찬씨 댁에 소장된 『勝聰明錄』은 月峯 仇相德(1706-1761)이 쓴 일기로서, 그가 20세가 되던 1725년부터 56세로 별세한 1761년까지 37년간 하루도 빠짐없이 기록하였다. 승총명록의 가치는 18세기 농촌사회의 구체적인 삶과 그 변화과정을 여실하게 파악해 볼 수 있다는 점이다. 자신이 살던 고성지역을 중심으로 벼농사와 보리농사의 파종과 이앙시기, 춘궁기의 생활문제, 물가의 등귀, 도둑, 전염병, 기근, 자녀교육, 마을의 관혼상제, 官家와의 관계, 여러 가지 奇言怪語 등 일상생활에서 부딪히는 온갖 사건들이 여과 없이 기술되어 있다. 따라서 이 일기는 앞으로 조선 후기 농업사, 민속사, 사회사, 경제사, 교육사 등 여러 각도에서 이용될 수 있는 중요한 사료라고 생각된다. 특히 주목되는 것은 그가 여러 번 과거에 응시하기 위해 시험장소가 있는 성주, 의령, 진주 등 여러 곳으로 갔다가 돌아오면서 남긴 기행일기 속에서 당시 지방 사족들의 생활행태를 구체적으로 살펴볼 수 있다는 점과, 또 영조 4년(1728) 戊申亂이 일어났을 때 고성지역과 인근 고을의 사족들은 어떤 움직임을 보이는가에 대한 구체적인 기록도 남기고 있다는 점이다.
참고로 昌原具씨는 원래 '仇'씨로서 義昌縣 土姓의 하나였다. 그런데 정조 때 '具'씨로 바꾸라는 명이 내려져 그 이후 이 집안의 사람들은 '具'라는 성을 사용하게 되었다.(『昌原具氏世譜』(丁巳譜: 1797) 昌原具氏賜姓筵敎文 및 『正祖實錄』 권48 22년 6월 戊戌조 참조)
『승총명록』 5책에 실린 일기의 시기를 보면 다음과 같다.
- 제1책 : 영조 원년(1725) 7월 29일∼영조 7년(1731)
- 제2책 : 영조 8년(1732)∼영조 13년(1737)
- 제3책 : 영조 14년(1738)∼영조 25년(1749)
- 제4책 : 영조 26년(1750)∼영조 31년(1755)
- 제5책 : 영조 32년(1756)∼영조 37년(1761)

그 동안 관아일기나 사환일기, 기행일기, 생활일기 등 여러 종류의 일기가 많이 세상에 소개되었고 이중에는 시기가 조선 전기까지 거슬러 올라가는 것도 있지만, 『승총명록』처럼 지역사회의 일상적인 삶의 구체적인 모습을 보여주는 것은 아직까지 발견되지 않았다. 이 자료는 고성지역뿐만 아니라 우리나라 전체의 변화상도 유추해 볼 수 있는 중요한 내용들을 많이 담고 있다.

## 참고 자료
- 구상덕 승총명록 - 국가유산청 국가유산포털